# Тамарченко, Натан Давидович
Натан Давидович Тамарченко (1940―2011) ― советский и российский литературовед, доктор филологических наук (1989), профессор кафедры теоретической и исторической поэтики историко-филологического факультета РГГУ, Заслуженный профессор РГГУ. Специалист по теории и истории романа, поэтике русской повести Серебряного века.

## Биография
Родился 17 июля 1940 года в Ленинграде. Его родители — известный критик и литературовед Давид Евсеевич Тамарченко и переводчица Роза Леонидовна Рейнганд — развелись до его рождения.
Во время войны три года провел в эвакуации в Северном Казахстане, после чего жил в Киеве до 1952 года, оттуда семья переехала в Пензу.
После школы поступил в Пензенский педагогический институт, во время учёбы был призван в Советскую Армию. После армии закончить учёбу в Пензе не получилось. Восстановился на филологическом факультете Саратовского университета, который окончил в 1964 году, ученик профессора Е. П. Никитиной.
Преподавал немецкий язык в Сельскохозяйственном институте, затем преподавал в педагогических институтах Пржевальска и Елабуги.
С 1967 года[уточнить] учился в аспирантуре Ленинградского педагогического института имени Герцена, научным руководителем у него был Я. С. Билинкис. Там защитил кандидатскую диссертацию «„Пиковая дама“ А. С. Пушкина и „Преступление и наказание“ Ф. М. Достоевского: о преемственности нравственно-философской проблематики и жанровой традиции» (1972) и  переехал в Кемерово, где начался его настоящий научный и педагогический путь. Здесь начал работать старшим преподавателем на кафедре русской и зарубежной литературы Кемеровского государственного университета. С 1976 по 1980 год был заведующим кафедрой русской и зарубежной литературы. Вместе с В. И. Тюпой, М. Н. Дарвиным, В. В. Федоровым, М. Ю. Лучниковым создал настоящую научную школу, из которой вышли его лучшие ученики, ученые и педагоги: С.П. и И. А. Лавлинские, О. Д. Корзухин, Л. Ю. Фуксон и многие другие. Читал лекции и вёл практические занятия по истории русской литературы XIX века.
В 1987 году переехал в Москву, защитил докторскую диссертацию «Реалистический тип романа: историческое своеобразие жанра и закономерности его становления в русской литературе XIX в.» (1989), в 1991 году стал основателем кафедры теоретической и исторической поэтики историко-филологического факультета Российского государственного гуманитарного университета, которой заведовал до 2001 года.
Умер 5 ноября 2011 года в Москве. Похоронен на Черневском кладбище.

## Научная деятельность
Исследовал теорию и историю романа, поэтику русской повести Серебряного века. Изучал теорию эпического сюжета, эпоса как литературного рода, разновидности эпических жанров.
Разработал курсы лекций «Теоретическая поэтика», «М. М. Бахтин и русская религиозная философия», «Творчество „позднего“ Л. Н. Толстого (1890—1910)», «Поэтика авантюрно-исторического романа». Написал более 150 работ.
Под его руководством защищено 16 кандидатских и 5 докторских диссертаций.

## Награды
- Медаль «В память 850-летия Москвы»

## Сочинения
- Реалистический тип романа: Введение в типологию русского классического романа XIX в.: Учеб. пособие. Кемерово: Изд-во КГУ, 1985 (1986). 89с.
- Типология реалистического романа: На материале классических образцов жанра в русской литературе XIX в. Красноярск, 1988. 195 с.
- Историко-филологическое образование: традиции и реформы. (В соавторстве) // Гуманитарные науки и новые информационные технологии: Сб. науч. тр. М., 1995. Вып. 3. С. 63-80.
- Поэтика Бахтина. Уроки «бахти-нологии» // Изв. РАН. Сер. лит. и яз. М" 1996. Т. 55, № 1. С. 3-16.
- Русский классический роман XIX века: Проблемы поэтики и типологии жанра. М.: РГГУ, 1997. 202 с.
- Мотив преступления и наказания в русской литературе: введение в проблему // Сюжет и мотив в контексте традиции. Новосибирск, 1998. С. 38-48.
- «Сверхтекст» и «сверхдеталь» в русской и западной культуре // Дискурс: Коммуникативные стратегии культуры и образования. 1998. № 7. С. 24-29. Соавт. Магомедова Д. М.
- М. М. Бахтин и А. Н. Веселовский // Диалог. Карнавал. Хронотоп. 1998. № 4. С. 33-44.